# Далькауе
Далькауе (ісп. Dalcahue) — селище в Чилі. Адміністративний центр однойменної комуни. Населення — 4 933 осіб (2002). Селище і комуна входить до складу провінції Чилое і регіону Лос-Лагос.
Територія комуни — 1239,4 км. Чисельність населення — 13 276 мешканців (2007). Щільність населення — 10,71 чол./км².

## Розташування
Селище розташоване на острові Чилое за 117 км на південний захід від адміністративного центру регіону міста Пуерто-Монт та за 14 км на північний схід від адміністративного центру провінції міста Кастро.
Комуна межує:
- на півночі — з комуною Анкуд
- на північному сході — з комуною Кемчі
- на південному сході — з комуною Кінчао
- на півдні — з комунами Кастро, Курако-де-Велес

На заході комуни розташований Тихий океан.

## Демографія
Згідно з даними, зібраними під час перепису Національним інститутом статистики, населення комуни становить 13 276 осіб, з яких 6863 чоловіки та 6413 жінок.
Населення комуни становить 1,67 % від загальної чисельності населення регіону Лос-Лагос. 46,66 % належить до сільського населення та 53,34 % — міське населення.